# ミニオン・ハチャメチャ・ライド
- ユニバーサル・パークス&リゾーツ > ユニバーサル・スタジオ・ジャパン > ユニバーサル・スタジオ・ジャパンのアトラクション > ミニオン・ハチャメチャ・ライド
- 怪盗グルーシリーズ > ミニオン・ハチャメチャ・ライド

ミニオン・ハチャメチャ・ライド（英: Despicable Me Minion Mayhem）は、ユニバーサル・パークス&リゾーツに展開されている『怪盗グルーシリーズ』をテーマにしたモーション・シミュレーター型のライド・アトラクションである。

## 存在するパーク
- ユニバーサル・スタジオ・フロリダ
- ユニバーサル・スタジオ・ハリウッド
- ユニバーサル・スタジオ・ジャパン
- ユニバーサル・スタジオ・北京

- ユニバーサル・スタジオ・シンガポール

## 概要

### ユニバーサル・スタジオ・フロリダ
「ミニオン・ハチャメチャ・ライド」は、2012年7月2日にプロダクション・セントラルにオープンした。前身となるアトラクションは2011年8月18日に閉鎖された「ジミー・ニュートロンのニックトゥーン・ブラスト」。
かつては3D映像を使用しており、「ミニオンゴーグル（3Dメガネ）」を装着して楽しむ形式だったが、2019年7月19日にUSJ同様に映像が3Dから2Dに変更され、3Dメガネの使用は廃止された。

### ユニバーサル・スタジオ・ハリウッド
2014年4月12日、アッパー・ロットにオープンした。前身は、2012年12月31日にクローズした「T2-3D: バトル・アクロス・タイム」。
アトラクションでは、横52フィート×縦36フィート（約16m×11m）の緩やかなカーブ形状の腹心曲線スクリーンに4K映像が投影される。フロリダ版同様、かつては「ミニオンゴーグル」を使用していたが、2019年初めに2D映像へ変更された。
グランド・オープニングでは、レッドカーペットにちなみ「イエローカーペット」が敷かれ、ミニオンやキャラクターの声優キャストが登場。プロジェクトディレクターのジョン・コルフィーノが会見を行い、ロサンゼルス市長エリック・ガルセッティも出席した。

### ユニバーサル・スタジオ・ジャパン
2017年4月21日、「ミニオン・パーク」の一部としてオープン。前身は、2016年5月31日に閉鎖された「バック・トゥ・ザ・フューチャー・ザ・ライド」。
アトラクションでは、直径20メートル以上のナノシーム・ドームスクリーンに、世界最先端の高性能レーザープロジェクションシステムを使用した5K映像が投影される。これにより、ミニオンの素肌や映像内のディテールが鮮明に映し出され、現実のような没入感を提供する。ジャパン版は開業当初から2D映像を採用しており、「ミニオンゴーグル」は使用されていない。
また、日本航空（JAL）がスポンサーとなり、施設内には「JALラウンジ」が設置されている。このラウンジは「JALダイナミックパッケージ」の利用者や「JALマイレージバンク（JMB）ダイヤモンド」および「JALグローバルクラブ（JGC）プレミア」会員が利用可能である。また、施設内の専用端末ではJALマイルを獲得でき、1日1回のタッチで32マイルが付与される仕組みが導入されている。
さらに、オープン後わずか2か月（66日）で体験者数100万人を突破し、注目を集めた。

## 製作

### ユニバーサル・スタジオ・フロリダ
2011年3月、ユニバーサル・スタジオ・フロリダは「ジミー・ニュートロンのニックトゥーン・ブラスト」を本アトラクション建設のために閉鎖する計画を発表した。同年4月1日から季節運行が始まり、8月18日に正式にクローズした。その後、ユニバーサル・オーランド・リゾートは4月14日にFacebookでティザーキャンペーンを開始し、毎週ヒントを公開してゲストの関心を引いた。5月19日、ライブ中継を通じて正式に「ミニオン・ハチャメチャ・ライド」のオープンを発表し、建設が8月中旬に始まった。数ヶ月の工事を経て、2012年6月9日にソフトオープンし、7月2日に正式にオープンした。アトラクションに先駆けて、ショップ「スーパー・シリー・スタッフ」が5月にオープンしていた。

### ユニバーサル・スタジオ・ハリウッド
2013年3月11日、ユニバーサル・スタジオ・ハリウッドは「ミニオン・ハチャメチャ・ライド」の2014年オープンを発表した。これに先立ち、2012年末に「T2-3D: バトル・アクロス・タイム」を閉鎖し、置き換えの準備が進められていた。アトラクションの周辺エリアも「スーパー・シリー・ファン・ランド」をテーマに再設計され、2014年3月20日にソフトオープンし、4月12日に正式オープンした。2015年7月には、アトラクション上部にミニオンのスチュアートの像が設置された。

### ユニバーサル・スタジオ・ジャパン
2016年6月20日、ユニバーサル・スタジオ・ジャパンは「バック・トゥ・ザ・フューチャー・ザ・ライド」を閉鎖し、本アトラクションを導入する計画を発表。同年5月31日に前身アトラクションがクローズされた。新たなアトラクションでは、IMAXドームスクリーン（オムニマックス）に対応するため、映像が魚眼レンズを使用して高画質化され、アスペクト比も調整された。2017年4月21日、最新バージョンとして正式にオープン。プレショー映像の追加や視野の拡張による没入感の向上が特徴となっている。また、ジャパン版は開業当初から3Dゴーグルを使用せず、2D映像で運営されている。

### 3D映像廃止
2019年5月、ユニバーサル・パークスは「ミニオン・ハチャメチャ・ライド」での3D映像の廃止を発表。同年7月18日、ユニバーサル・スタジオ・フロリダ版でも3D映像から2D映像への変更が行われた。この変更に際して、ユニバーサルは「ゲストの体験を評価し、常に改善を図っている」と述べ、変更による体験の新たな魅力に自信を示した。

## ストーリー

### 待ち列、プレショー
待ち列では、ミニオンになるためのクイズやキャラクターのプロフィール、映画のシーンがモニターに映し出され、ミニオンたちのユーモア溢れる日常を垣間見ることができる。
ゲストはグルーのリビングルームに招かれ、遠隔カメラを通してグルーと娘たち（マーゴ、イディス、アグネス）から歓迎を受ける。グルーは、ゲストがミニオンになるための訓練を受けることを説明し、ミニオンズの日々の仕事や生活についても紹介する。しかし、カメラの電池切れにより通信が途切れ、ゲストはグルーの研究室へと案内される。
研究室でグルーは、ネファリオ博士が開発した「人間をミニオンに変える装置」を説明する。装置は以前不具合があったが、現在は完全に修正されたと主張。しかし、装置がスキャンを開始すると致命的なエラーが発生し、シャワーを浴びていないゲストがいることが判明。グルーは「おなら砲」で罰を与えようとするが、実際にはバナナの香りの砲弾が発射される。混乱の中、娘たちはグルーを説得してゲストの訓練を手伝うことを申し出る。グルーは渋々これを許可し、ゲストはライドへ案内される。

### ライド
ライドが発車すると、装置が作動し、ゲストはミニオンに変身。訓練がスタートする。ミニオンの訓練所では、トランポリンやハエたたき、レーザーなどを使って体力やスピード、生存能力をテスト。さらに、ミニオンズと協力して橋を作る訓練が行われるが、ミニオンズがバナナに気を取られ、制限区域の爆弾輸送エリアに迷い込んでしまう。
爆弾の衝撃でアグネスが用意したグルーへのプレゼントが落ち、取り戻すためにエリア内を奔走。混乱の中、グルーも駆けつけるが、仕掛けに引っ掛かり跳ね飛ばされる。
グルーたちは反重力リサイクルルームに迷い込み、宙に浮いた状態になる。アグネスはプレゼントを取り戻そうと1人で進むが危険に陥り、グルーが間一髪で救出。しかし、その衝撃で反重力が解除され、全員が落下。ミニオンズが連携して彼らを救助する。
グルーはアグネスからプレゼントを受け取り、彼女がプレゼントが潰れてしまったことを謝るが、グルーは逆に彼女たちのために遊園地を建設していたことを明かす。
ライドは遊園地を巡り、最終的に広場へと着地。その際に装置が再び作動し、ゲストは人間に戻る。グルーは新たな訓練生を探すと言いながら、ゲストを乗り場へ送り返す。

## 登場人物
グルー（Gru）
声 - スティーヴ・カレル（英）、笑福亭鶴瓶（日）
本名はフェロニアス・グルー。『怪盗グルーシリーズ』の主人公で、ロシア語アクセント（日本語吹替版では関西弁）で話す。マーゴ、イディス、アグネスの養父であり、ミニオンズのボスでもある。アトラクションでは、ミニオン訓練生としてゲストを案内し、訓練を指導する。
マーゴ（Margo）
声 - ミランダ・コスグローヴ（英）、須藤祐実（日）
グルーが引き取った三姉妹の長女で、しっかり者。三姉妹の中では保護者的な存在で、訓練中もゲストに安心感を与える役割を果たす。
イディス（Edith）
声 - デイナ・ゲイアー（英）、矢島晶子（日）
三姉妹の次女。おてんばで、口が悪い一面もある。ユーモアを交えながら訓練をサポートし、時にハプニングを引き起こす。
アグネス（Agnes）
声 - エルシー・フィッシャー（英）、芦田愛菜（日）
三姉妹の末っ子で、純粋で愛らしい性格。グルーに対する深い信頼を持ち、彼にプレゼントを渡すため奮闘するが、それが新たな騒動のきっかけとなる。
ミニオンズ（Minions）
声 - ピエール・コフィン
グルーの子分たちで、1つまたは2つの目を持つ黄色いキャラクター。ゲストと共に訓練に参加するが、バナナが大好きで注意がそれやすく、訓練中に問題を引き起こしてしまう。

## キャスト
| 登場人物     | 声優                   | 声優               |
| 登場人物     | 原語版                 | 日本版             |
| ------------ | ---------------------- | ------------------ |
| グルー       | スティーヴ・カレル     | 笑福亭鶴瓶         |
| マーゴ       | ミランダ・コスグローヴ | 須藤祐実           |
| イディス     | デイナ・ゲイアー       | 矢島晶子           |
| アグネス     | エルシー・フィッシャー | 芦田愛菜           |
| ミニオンズ   | ピエール・コフィン     | ピエール・コフィン |
| ナレーション |                        | 宮野真守 大塚芳忠  |

## 栄誉
| 賞                   | カテゴリー                         | 結果 |
| -------------------- | ---------------------------------- | ---- |
| 第40回アニー賞       | 特別制作作品賞                     | 受賞 |
| 第11回視覚効果協会賞 | 特別会場プロジェクト優秀視覚効果賞 | 受賞 |